# Mateus Blastares
Mateus Blastares (? - Tessalônica, após 1346) foi um monge, padre, teólogo e canonista bizantino do século XIV de Tessalônica e um dos oponentes da reconciliação entre a Igreja Ortodoxa e a Igreja Católica, separadas desde o cisma de 1054. É melhor conhecido como o autor do Sintagma dos Cânones de 1335, que foi muito influente tanto no Império Bizantino como nos Estados eslavos vizinhos e Rússia.